# Bảo tàng học
Bảo tàng học là khoa học nghiên cứu lý luận, quy luật hình thành và phát triển sử liệu thông tin, hình thức và phương pháp nghiệp vụ quản lý của bảo tàng.